# 蒸籠

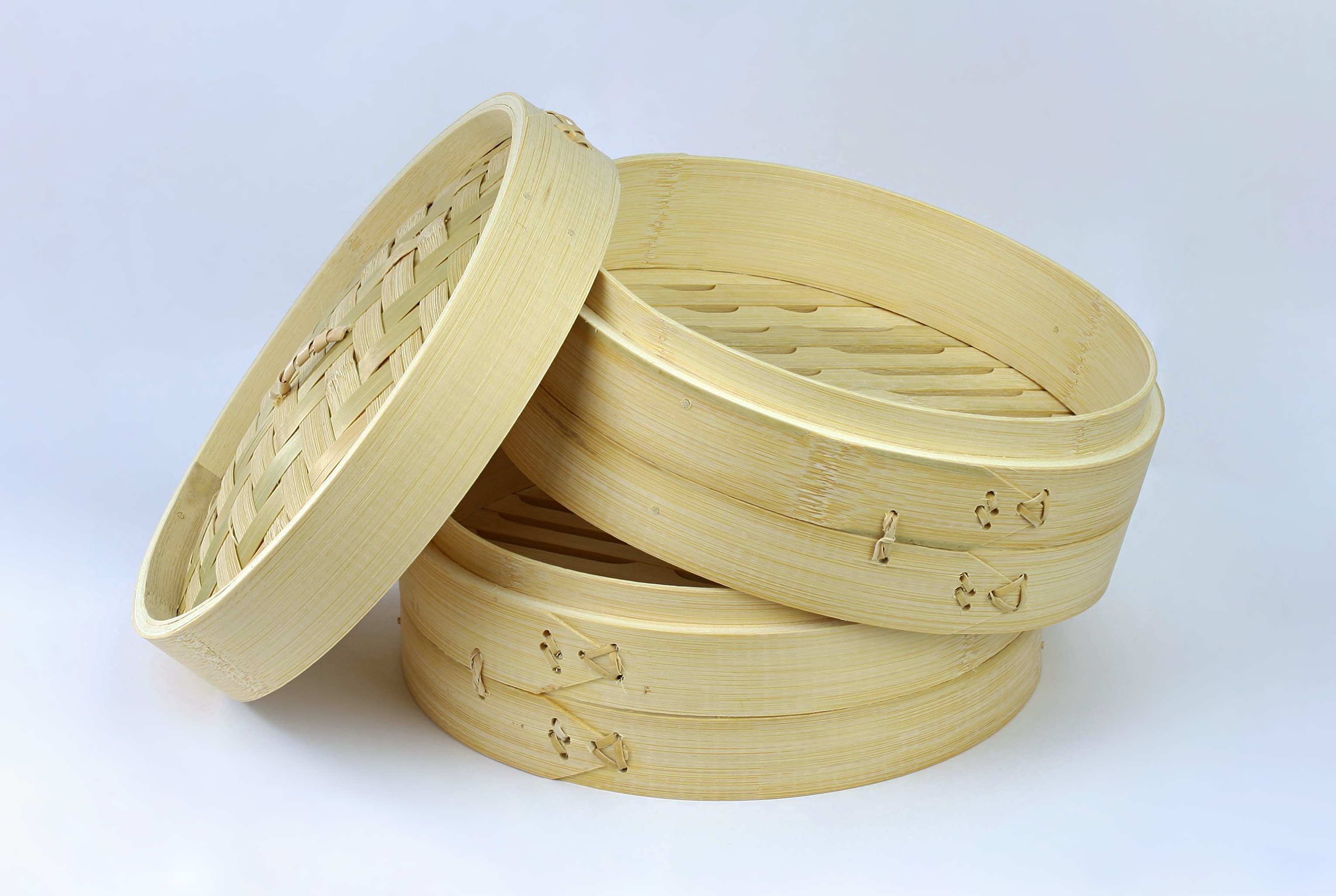
蒸籠

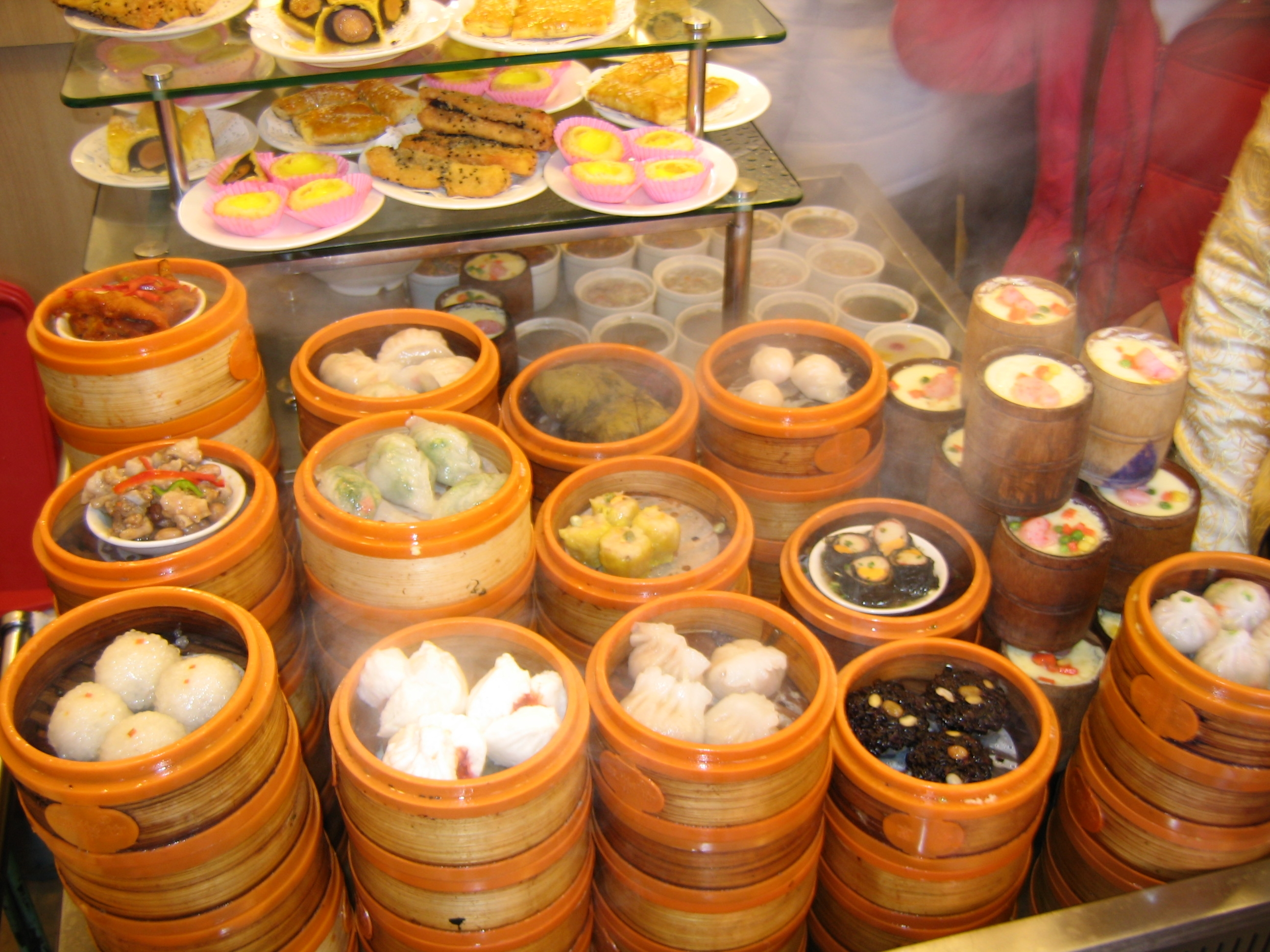
上海點心舖的蒸籠

蒸籠是汽傳熱法中以水蒸氣加熱的器具，下方有鍋體裝載水沸騰後產生灼熱的水氣透過蒸籠氣孔向上將物體加熱，常用於食品加熱。多由竹、木、金屬等材質製成，而傳統蒸籠多由竹子製成，圓形并可互相重疊，可用來蒸製點心的器具，是一種廣東傳統手工藝。大小可由二吋至二呎。由外圈，內膽及底線組成。現在除了傳統的竹制蒸籠外，現在多以不鏽鋼蒸籠取代，也有採用矽膠製造的膠蒸籠，還有用電力產生水蒸氣的電蒸籠。

## 構造
傳統竹蒸籠的構造：
- 外圈是由竹子除去竹皮之後夾成，再由竹皮固定，商用的由銅線固定以增加耐用度。
- 內膽即是高出外圈以方便放置頂蓋或互相重疊那一層。
- 外圈與內膽之間會放入竹槓固定形狀，同時亦是保存空氣的絕緣層。
- 底線即是蒸籠的底部。

最後用竹釘釘緊，一個蒸籠便已經完成。

## 竹蒸笼制作工艺

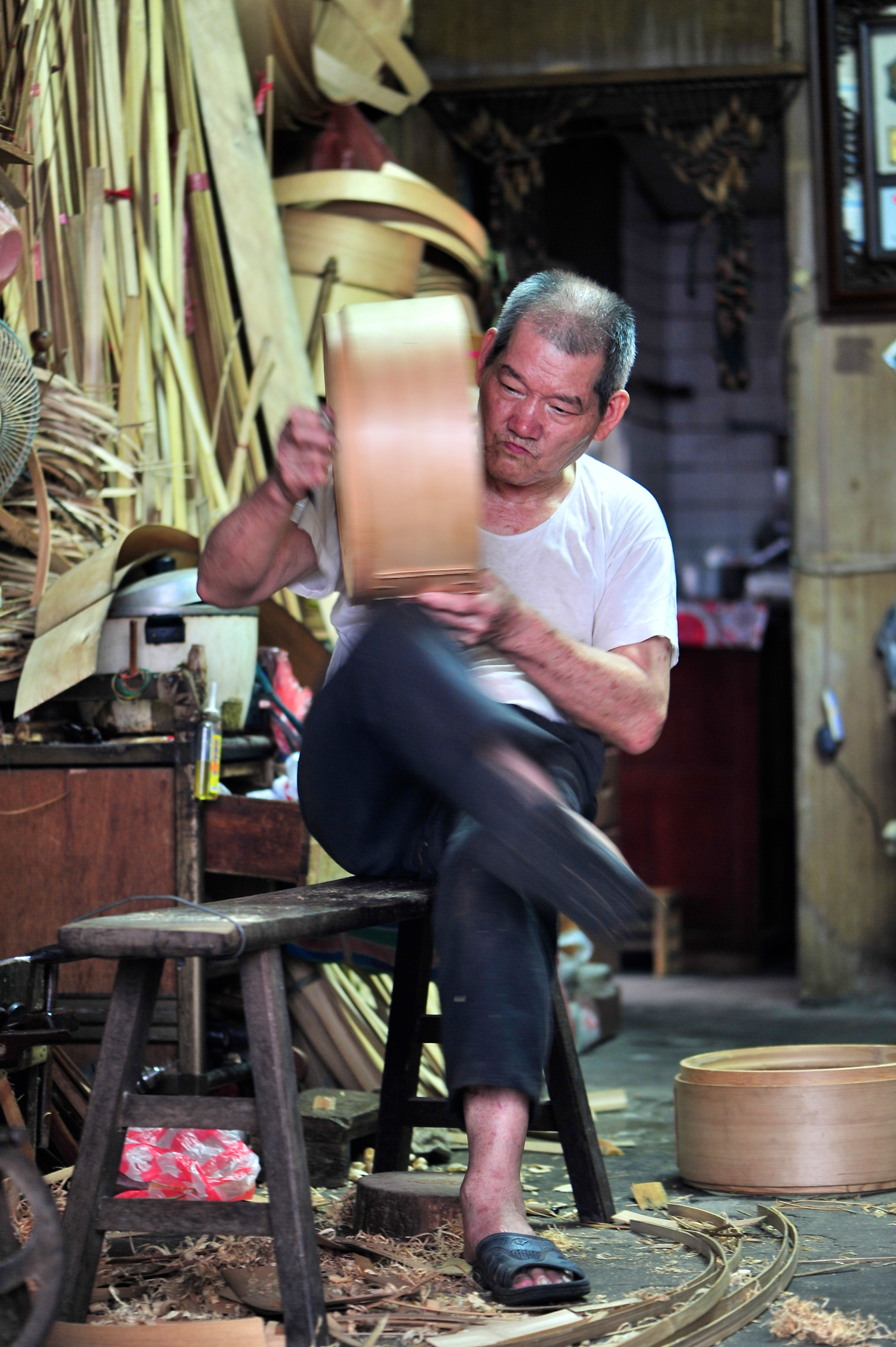
蒸笼制作

### 普通工艺
普通蒸笼制作工艺目前已经很成熟，制作的特点是将竹子分成宽度在4厘米左右薄竹片（完全可以机器出篾），然后用绳子或者竹篾将竹片拼接成蒸笼，这样可以有效的利用竹材料。因为竹片很薄，所以很容易制作成竹圈，不需要做烤火处理，制作效率比较高，这样可以有效制作成本，在城市中也能制作，楠竹（毛竹）蒸笼采用的是此工艺。

### 特殊工艺
竹蒸笼的的特殊制作工艺是巴蜀劳动人民智慧的结晶，它是一种古老的即将消失的民间手艺，包含数道工序：（1）砍竹，（2）破竹，（3）去竹节，（4）竹子内部刻纹路（目的是烤火的时候竹子不破裂），（5）烤火软化竹子，（6）将软化的竹子弯曲成蒸笼圈（注意是整根竹子，这样制作的蒸笼十分厚实），（7）反复揉竹子，使其的弧度越来越接近正圆，（8）上横梁，（9）穿档格竹块，（10）上口子，（11）编制盖子顶部的竹席，（12）制作蒸笼盖，（13）修正，完成一套蒸笼的制作大概需要几天的时间，目前会这门手艺的艺人已经很少了。四川的慈竹蒸笼多采用的是这一工艺。

## 竹蒸笼颜色变化
竹蒸笼的颜色的变化是竹子颜色演变的一个自然过程。随着竹子和水汽的反映，竹子的表皮会从竹青色变化到褐色，这是一个逐渐变化的过程。这和手工竹席是一样的，使用多年的的竹席是褐色的。但只有带青皮的竹子才会有这样的一个变化过程，如果是去掉了青皮，颜色会随着使用时间而慢慢变黑。